# Sex Noll Två
Sex Noll Två är en låt av punkbandet KSMB. Sången finns med på deras andra skiva, Rika barn leka bäst, från 1981. Texten och musiken är skrivna av KSMB:s trumslagare Johan Johansson. Låtens titel kommer från att den tog exakt 6 minuter och 2 sekunder en av de första gångerna bandet repade på den. Den inspelade versionen av låten är drygt sex och en halv minut lång. Enligt Johan Johansson handlar inte låten om någonting, och är medvetet skriven för att verka djup och mångtydig.
Sex Noll Två användes ett flertal gånger i filmen Vi är bäst! från 2013 av regissören Lukas Moodysson, både sjungen av en av huvudskådespelarna, Liv LeMoyne, och i originalversion.